# Flatland (BMX)
Flatland är en disciplin inom BMX-åkning som utförs på platt mark, utan ramper, hinder eller räcken. Åkaren utför en rad trick med en eller båda hjulen i luften, oftast på underlag av betong eller asfalt.
BMX Flatland-cyklar skiljer sig något från vanliga BMX-cyklar, med kortare ramar, mindre styren och baknav med "freecoaster"-funktion, vilket innebär att pedalerna inte rör sig då cykeln rullar baklänges.
Vanliga trick inom BMX Flatland:
- Hoppa: Att lyfta framhjulet eller bakhjulet från marken, ofta kombinerat med snurr.
- Grinds: Att slida med hjulen på en kant, till exempel en trottoarkant.
- Manuals: Att cykla på ett eller ingen hjul alls, genom att balansera vikten och använda pedalerna.
- Footwork: Att placera fötterna på olika delar av cykeln för att utföra trick.
- Freeze: Att stanna cykeln i luften i en viss position.

Flatland kan även utövas med skateboard, då också på platt mark och utan ramper. Skateboard Flatland använder sig av samma typer av trick som BMX Flatland, men inkluderar även några trick som är unika för skateboard.
Flatland kan också utövas på enhjuling, med trick som att ta benet runt sadeln, cykla med en fot och snurra enhjulingen medan man hoppar.

## Historia
Ursprungligen kommer denna sporten från USA, man kan spåra Flatland tillbaka till 50-talet, men sporten har utvecklats en hel del med åren. Riktigt populär blev den runt 1980-talet. Till Sverige kom sporten senare, scenen har aldrig varit speciellt stor i Sverige utan har endast en handfull åkare. Andreas Lindqvist är en av de mer kända.